# Company (canção)
"Company" é uma canção do cantor canadense Justin Bieber de seu quarto álbum de estúdio Purpose (2015). Escrita por Bieber, Poo Bear, James Abrahart, Andreas Schuller, Thomas Troelsen, James Wong e Leroy Clampitt, a canção foi produzida por Axident, Gladius, Big Taste e coproduzida por Boyd. A faixa foi lançada nos Estados Unidos nas estações de rádio rhythmic contemporary e mainstream, em 8 de março de 2016, como o quarto single do álbum. É uma canção dos gêneros electro-pop e R&B, que apresenta baixo, violão e percussão em sua instrumentação. Sua letra fala sobre estar ansioso por conhecer alguém bonito, mas também estabelece alguns limites para fazê-lo.
Como uma faixa de álbum, a canção chegou ao top 40 na maioria dos países em cujas paradas ela entrou. Quando foi lançada como single, a canção conseguiu chegar ao top 40 na Austrália, tendo chegado também à posição de número 53 nos Estados Unidos. Bieber cantou a faixa nas premiações musicais iHeartRadio Music Awards de 2016 e Billboard Music Awards de 2016, bem como em sua turnê Purpose World Tour. Dois videoclipes foram feitos para a canção: o vídeo que faz parte da narrativa "Purpose: The Movement", lançado em 14 de novembro de 2015, e o videoclipe oficial, lançado em 8 de junho de 2016.

## Antecedentes e lançamento

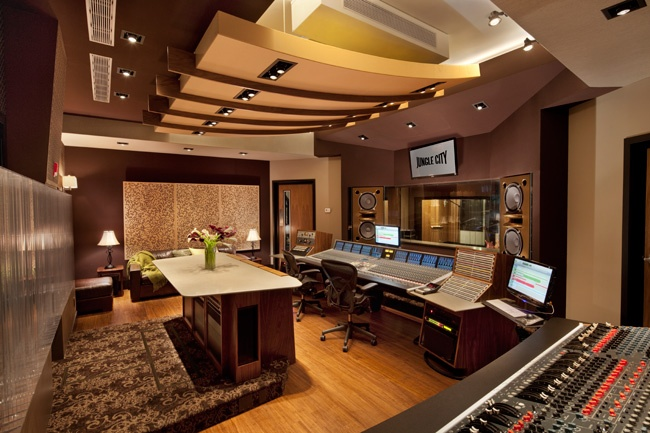
"Company" foi gravada na Jungle City Studios (foto)

Enquanto trabalhava no álbum, Bieber convidou seu amigo pessoal, o compositor e produtor americano Poo Bear, para colaborar no projeto - ambos já haviam trabalhado na segunda compilação de de Bieber, Journals,  em 2013. Eles colaboraram no álbum, escrevendo diversas canções, até que sua gravadora tentou montar grupos de escritores para Bieber, mas ele recusou e continuou trabalhando com Boyd. Como declarado por Boyd durante uma entrevista para a revista The Fader, "Estamos apenas pensando em garantir que [a música] não seja negativa, mas animadora. Mesmo as canções que falam sobre seus relacionamentos, é música que faz você se sentir bem. Nada que fará você se sentir deprimido. [...] Estamos tão sintonizados um com os outro, que é fácil saber o que nós dois vamos amar, o que ele amaria cantar. Nós trabalhamos duro nesse projeto. Fomos honesto conosco mesmos ". Ao ser perguntado se havia alguma canção com a qual ele estava especialmente entusiasmado, Boyd afirmou que uma delas era "Company".
No início de fevereiro de 2016, foi relatado que a Def Jam Recordings, gravadora de Bieber, estava pretendendo lançar "Company" como a subsequência de seu 
single anterior, a bem-sucedida canção "Love Yourself". A equipe promocional da gravadora informou aos profissionais de rádio, de forma informal, na semana de 16 de fevereiro de 2016, conforme relatado pelo site Headline Planet. Uma semana depois, a revista Billboard confirmou que "Company" seria o quarto single do álbum e que chegaria às rádios rhythmic contemporary e mainstream em 8 de março de 2016. Em 7 de abril de 2016, um remix feito pela dupla The Knocks foi postado na conta da banda na plataforma digital SoundCloud, após eles anunciarem que fariam os shows de abertura em datas selecionadas da turnê Purpose World Tour do cantor.